# Госс, Эдмунд
Сэр Эдмунд Уильям Госс (или Госсе, англ. Edmund William Gosse; 21 сентября 1849, Лондон — 16 мая 1928, там же) — английский писатель, поэт и критик.

## Биография
Эдмунд Госс был единственным сыном известного натуралиста Филипа Генри Госса и художницы и поэтессы Эмили Боуз (1806—1857). Его родители были приверженцами протестантской группы Плимутские братья. Каждое лето семья проводила в Девоне, где Филип Генри работал над созданием морского аквариума. Когда мальчику было восемь лет, умерла от рака его мать. После этого отец и сын окончательно переехали в Девон. Жизнь с отцом была напряженной, тот видел будущее Эдмунда в религии. В дальнейшем Эдмунд Госс описал своем детство в книге «Отец и сын», которую охарактеризовал как «отчет о борьбе двух темпераментов, двух сознаний и практически двух эпох».
Переезд Госса в Лондон в 1866 году ознаменовал собой переход между жизнью в Девоне среди Плимутских братьев и новым миром художественных кругов в которых он начал вращаться. В возрасте восемнадцати лет Эдмунд порвал отношения с отцом. С 1867 по 1875 годы он работал помощником библиотекаря в Британском музее. В 1870 году он познакомился с поэтом и художником прерафаэлитом Уильямом Беллом Скоттом, и начал часто бывать на их собраниях. Госс станет впоследствии первым биографом Суинберна. В том же году Госс совершил поездку в Шотландию, где встретился с Робертом Льюисом Стивенсоном ставшим его другом на всю жизнь. В следующем году он посетил Норвегию, где он открыл для себя творчество Генрика Ибсена, с которым позже переписывался. Он перевел ряд произведений Ибсена, а после его смерти написал первую полную биографию драматурга.
В 1875 году Эдмунд Госс начал работать переводчиком в министерстве торговли и оставался на этом посту до 1904 года. Эта работа давала ему время для занятий литературой и стабильный доход. Он совершил успешный лекционный тур по США в 1884 году и был востребован как оратор, как автор критических статей и как поэт. С 1884 по 1890 год Госс читал лекции по английской литературе в Тринити-колледже в Кембридже, несмотря отсутствие у него академического образования. Кембриджский университет вручил ему почетную степень магистра в 1886 году. В 1880-х годах, вследствие тесной дружбы со скульптором Амо Торникрофтом, Эдмунд Госс стал одним из самых известных искусствоведов в области скульптуры.
В конце 1890-х годов Госс публиковался в журнале «Желтая книга». Он дружил с главными редакторами журнала, Генри Харландом и Обри Бёрдсли, и со многими другими соавторами. В 1904 году он стал библиотекарем Палаты лордов, где он оказывал значительное влияние, пока он вышел в отставку в 1914 году. В последние годы жизни он стал наставником Зигфрида Сассуна, племянника его друга Амо Торникрофта. Госс также поддерживал дружбу с Андре Жидом и Джоном Аддингтоном Симондсом.
В 1912 году он получил почетный титул Кавалера ордена Бани, а в 1925 году был пожалован в рыцари.

## Творчество
Интерес к литературе у будущего писателя проявился еще в школе интернате. В 1870 году вместе с другом Джоном Артуром Блэки он опубликовал книгу стихов «Madrigals, Songs and Sonnets». В 1873 году вышел второй сборник «On Viol and Flute», затем стихами были написаны «King Erik» (1876), трагедия на тему из скандинавских легенд, и «The Unknown Lover» (1878). За новым сборником стихов «New Poems» (1879) последовали «Firdausi in Exile» (1886) и «In Russet and Silver» (1894). Английская критика единодушно признала искренность, изящество и легкость его стиха. Первая заметная работа писателя в области литературной критики — «Northern Studies» (1879), плод глубокого знакомства со скандинавской и голландской литературами. Он первый ознакомил английскую публику с Ибсеном. Из других его историко-литературных сочинений выдаются монография о Томасе Грее, вошедшая в состав серии «English Men of Letters», «Seventeenth Century Studies» (1883), «From Shakespeare to Pope» (1880), биография Уильяма Конгрива «Life of Congreve» (1888), «History of Eighteenth Century Literature» (1889), «Jacobean Poets» (1894) и «Life and Letters of Dr. Donne» (1899) о Джоне Донне. Госс много писал и о современной литературе, которой посвящены главным образом его «Gossip in a Library», «Questions at issue», «Critical Kit-Kats» и другие, появившиеся в 90-х годах XIX века. Вместе с Ричардом Гарнеттом он издал в 1903—1904 годах капитальную иллюстрированную историю английской литературы. Эдмунд Госс издавал также многих старых писателей: Томаса Лоджа, драматургов эпохи Елизаветы и др. Его критические отзывы, чуждые резкости, изложены красивым языком, в котором заметно отражаются изящество и прозрачность его стиха.

## Личная жизнь
В августе 1875 года Госсе женился на Эллен Эппс (23 марта 1850 — 29 августа 1929), художнице из круга прерафаэлитов. Они прожили в браке более 53 лет, и у них родилось трое детей: Эмили Тереза (1877—1951), Филип Генри Джордж (1879—1959), который стал врачом и писателем, и Лаура Сильвия (1881—1968), которая стала известной художницей.
Его тетей была известная натуралистка и писательница Элиза Брайтвен.